# フランク・チャックスフィールド
フランク・チャックスフィールド（Frank Chacksfield, 1914年5月9日 - 1995年6月9日）は、イギリス生まれの音楽家。

## 人物・来歴
1914年、イギリスに生まれる。

1953年、当時、モノラルの高音質録音「ffrr」でその名を馳せていた、英デッカと契約。同年に、チャールズ・チャップリン主演の映画「ライムライト」の主題曲(ヒットチャート最高位:全米5位)と、ロバート・マクスウェル (en) 作曲の「引き潮」(ヒットチャート最高位:全米2位)を、独自のアレンジで大ヒットさせたことで、欧米にてその名が一躍知られる様になる。特に後者は、冒頭と最後に浜辺の渚の音とかもめの鳴き声を入れたことが、大ヒットの要因の1つとなった。

1964年以降は、英デッカの新しい4トラックマルチステレオ録音手法「フェイズ4」を使ったアルバムを多数発表した。

1972年、オーケストラとして初来日。同年、NHKの「世界の音楽」にも出演している。

1995年死去。

## おもな楽曲
- 引き潮
- ライムライト